# 나미노역
나미노역(일본어: 波野駅)은 일본 구마모토현 아소시에 위치한 규슈 여객철도 호히 본선의 철도역이다. 상대식 승강장 2면 2선의 구조를 갖춘 지상역이다.

## 타는 곳
| (대합실 측) | ■ 호히 본선 | (하행) | 오이타 방면   |
| (반대 측)   | ■ 호히 본선 | (상행) | 구마모토 방면 |

## 역 주변
- 국도 제57호선

## 역사
- 1928년 12월 2일 : 일본 철도성이 개설.
- 1983년 11월 30일 : 무인화.
- 1987년 4월 1일 : 일본국유철도 분할 민영화에 의해, 규슈 여객철도가 승계.
- 2012년 7월 12일 : 규슈 북부 폭우에 의해 영업 중지.
- 2013년 8월 4일 : 호히 본선의 전 노선 복구에 수반해, 영업 재개.

## 인접 역
| 호히 본선            | 호히 본선   | 호히 본선            |
| -------------------- | ----------- | -------------------- |
| 미야지 구마모토 방면 | ■ 호히 본선 | 다키미즈 오이타 방면 |